# Гиорги V од Грузије
Ђорђе V Грузијски, називан још и Бриљантни или Величанствени (1286/1289 — 1346) био је краљ Грузије од 1299. до 1302. године, те од 1314. до своје смрти. Био је флексибилан и далековидан политичар. Опоравио је земљу након столетне доминације Монгола. Вратио је земљи претходну снагу и хришћанску културу.
Био је син краља Деметриуса II и његове жене Нателеје. Оца су му 1289. погубили Монголи, па се о малом принцу бринула баба са мајчине стране, по имену Бека. Године 1299, илканатски кан Газан поставио га је као супарника Ђорђевог старијег брата, бунтовног грузијског владара Давида VIII. Међутим, Ђорђев ауторитет није се протезао и на Тбилиси под заштитом Монгола, па се Ђорђе помиње у том периоду као "сенка краља из Тбилисија". Године 1302, на престолу га је наследио његов брат Вахтанг III. Након смрти оба његова брата, Давида и Вахтанга, Ђорђе је постао намесник Давидовом сину Ђорђу VI, који је умро малолетан 1313. године, чиме је Ђорђе V по други пут крунисан за краља. Након што је првобитно обећао верност Олџеиту (Мухамеду Кодабандеу), владару Илканата, започео је програм уједињења грузијских земаља.
Године 1315. водио је Грузијце како би сузбио анти-монголске побуне у Малој Азији. То је био последњи пут да су се Грузијци борили на страни Монгола. Био је врло добар пријатељ са утицајним монголском принцем Чупаном (Чобан), којег је 1327. године погубио Абу Саид, девети владар Илканата, наследник Олџеитуа. Ђорђе је ту чињеницу искористио како би дигао буну против већ ослабљеног Илканата. Престао је да плаћа данак и одводио Монголе из земље. Следеће године приредио је велико славље на планини Циви, како би прославио годишњицу победе над Монголима. Тамо је масакрирао све опозиционе племиће. 1329. године опсео је Кутаиси и локалног краља Баграта I Малог деградирао у вазалног принца. 1334. године поново је утврдио краљевску власт над готово независном кнежевином Мешкетијом. Након што је ујединио краљевство, почео је да се бави културним, друштвеним и економским пројектима. Заменио је кованице које је издавао Газан-кан и увео грузијске, назване тетри. Успоставио је и блиске трговачке односе са Византијом и великим европском поморским републикама Венецијом и Ђеновом.
Побољшао је и дипломатске односе са египатском династијом Бахри. Обновио је неколико грузијских манастира у Палестини, те стекао слободан пролаз грузијским ходочасницима у Свету земљу. Умро је 1346. године, а наследио га је његов једини син Давид IX. Сахрањен је у манастиру Гелати близу Кутаисија у западној Грузији.

## Породично стабло
|  |                            |  |  |  |  |  |  |  |  |  |  |  |  |  |  |  |
|  | 2. Деметриус II од Грузије |  |  |  |  |  |  |  |  |  |  |  |  |  |  |  |
|  |                            |  |  |  |  |  |  |  |  |  |  |  |  |  |  |  |
|  |                            |  |  |  |  |  |  |  |  |  |  |  |  |  |  |  |
|  | 1. Ђорђе V Грузијски       |  |  |  |  |  |  |  |  |  |  |  |  |  |  |  |
|  |                            |  |  |  |  |  |  |  |  |  |  |  |  |  |  |  |
|  |                            |  |  |  |  |  |  |  |  |  |  |  |  |  |  |  |